# فلورانس (کانزاس)
فلورانس (به انگلیسی: Florence) شهری در ایالت کانزاس کشور ایالات متحده آمریکا است که جمعیت آن در سرشماری سال ۲۰۱۰ میلادی، ۴۶۵ نفر بوده‌است.